# Segona batalla del Bruc
La batalla del Bruc és el nom amb què es coneixen els dos enfrontaments entre tropes espanyoles i franceses que va tenir lloc al Bruc, a l'Anoia, entre el 6 i el 14 de juny de 1808, durant la Guerra del Francès.

## Antecedents
El 4 de juny de 1808 la columna francesa comandada pel general Schwartz sortí de Barcelona en direcció a Lleida i Saragossa amb l'ordre de passar per Manresa i Igualada per aturar les revoltes. Els efectius de la columna francesa sumaven 3.800 homes. El 6 de juny de 1808 una emboscada a el Bruc provocà la retirada de la columna francesa, amb 300 efectius morts i un dels canons perdut en ensorrar-se el pont d'Abrera, quan es retiraven en direcció a Barcelona.

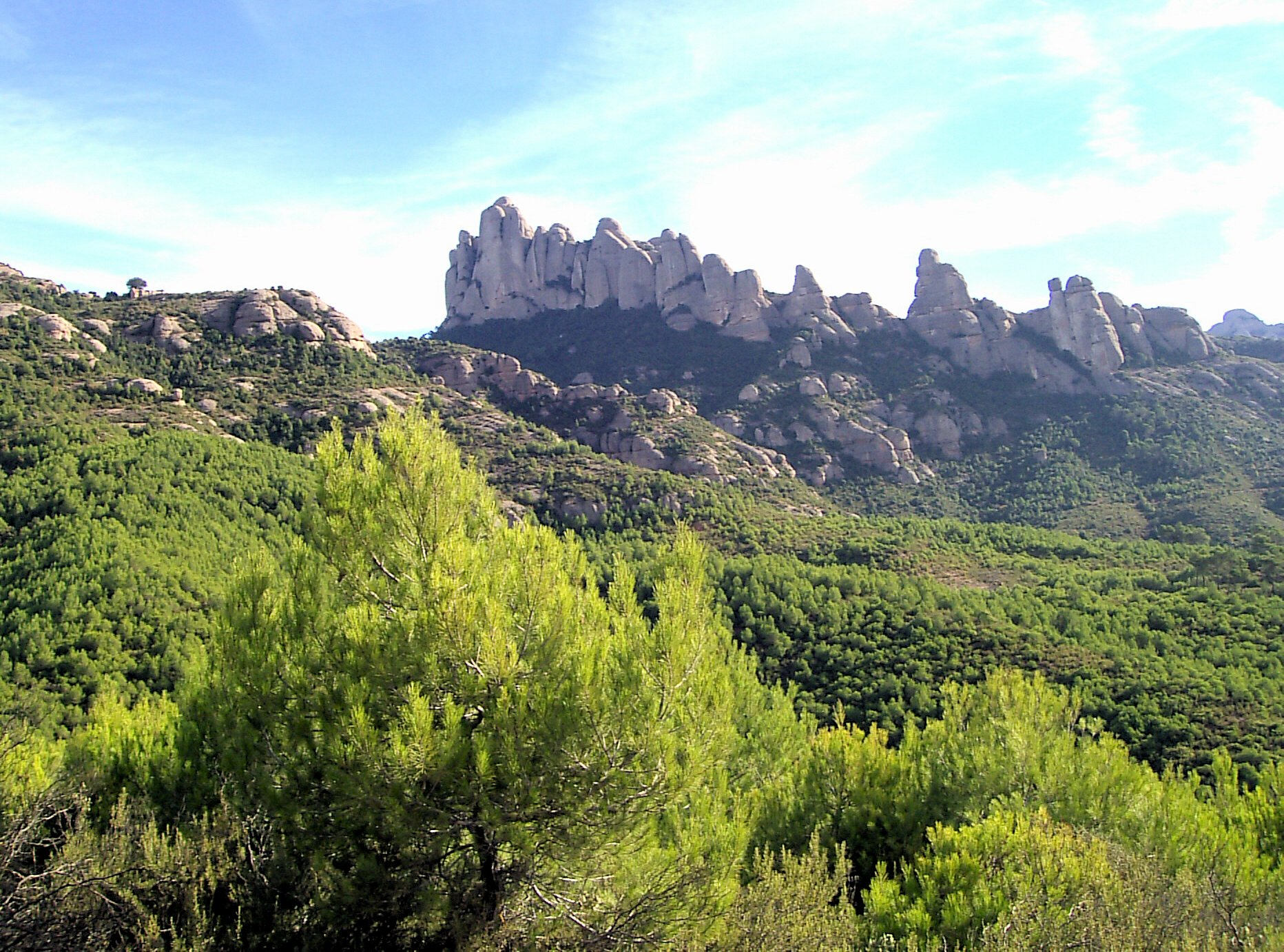
Les muntanyes de Montserrat des del Bruc

Després del primer enfrontament les autoritats militars franco-espanyoles, el capità general de Catalunya José de Ezpeleta i el general Duhesme s'adonen que l'extensió i intensitat de la rebel·lió els supera. El 4 de juny, quan la columna de Schwart surt de Barcelona, la ciutat de Vic es revolta, i l'endemà ho fa Cardona. Dins de l'exèrcit espanyol es produeixen desercions en massa, el regiment Extremadura, enviat per Ezpeleta a Lleida per restaurar l'ordre, s'uneix a la rebel·lió a Tàrrega.
Duhesme ordenà al general Chabran que suspengués la seva marxa cap a Tortosa i València i tornés a Barcelona. Convençuts que el focus de la rebel·lió era a Manresa, Ezpeleta i Duhesme decideixen enviar tota la divisió Chabran en una expedició de càstig sobre aquesta ciutat.
Les forces revoltades s'organitzen i augmenten: als sometents de Manresa i Igualada s'hi uneixen voluntaris de Cervera i Lleida i desertors de les Reales Guardias Valonas i destacaments del regiment suís Wimpffen de Lleida, Cervera i Igualada (que ja havien combatut el dia 6). Comanda les forces Joan de la Creu Baiget i Pàmies. El comandant Baget i les seves forces (uns 1.800 homes) arriben al Bruc el mateix dia 14 i prenen posicions prop de la carretera de Lleida a Montserrat, col·locant 4 peces d'artilleria de manera que baten els principal accessos.

## Batalla
El 14 de juny va tenir lloc un segon enfrontament, molt més important des de la perspectiva militar. El factor sorpresa havia desaparegut i les forces franceses dirigides pel general Joseph Chabran eren més importants. Els francesos van arribar al Bruc amb dues columnes d'exèrcit, una que pujava per Collbató i una segona que seguia per la carretera. Al voltant de les 4 de la tarda la columna principal francesa arriba al poble del Bruc de Baix mentre que els destacaments dels flancs prenen contacte amb grups de sometents que tenen ordre de batre's en retirada al primer contacte per tal d'atreure als francesos a les posicions batudes pels canons. Els francesos del destacament de flanqueig cauen en el parany i són metrallats, retrocedint en desordre cap al gruix de la divisió. Vista la situació i desconeixent els efectius de les forces revoltades el general Chaban ordena respondre el foc enemic però no intenta ocupar les posicions enemigues. Al vespre es retira amb les seves forces cap a Sant Feliu de Llobregat. El poble del Bruc fou saquejat durant la retirada.

## Llegendes

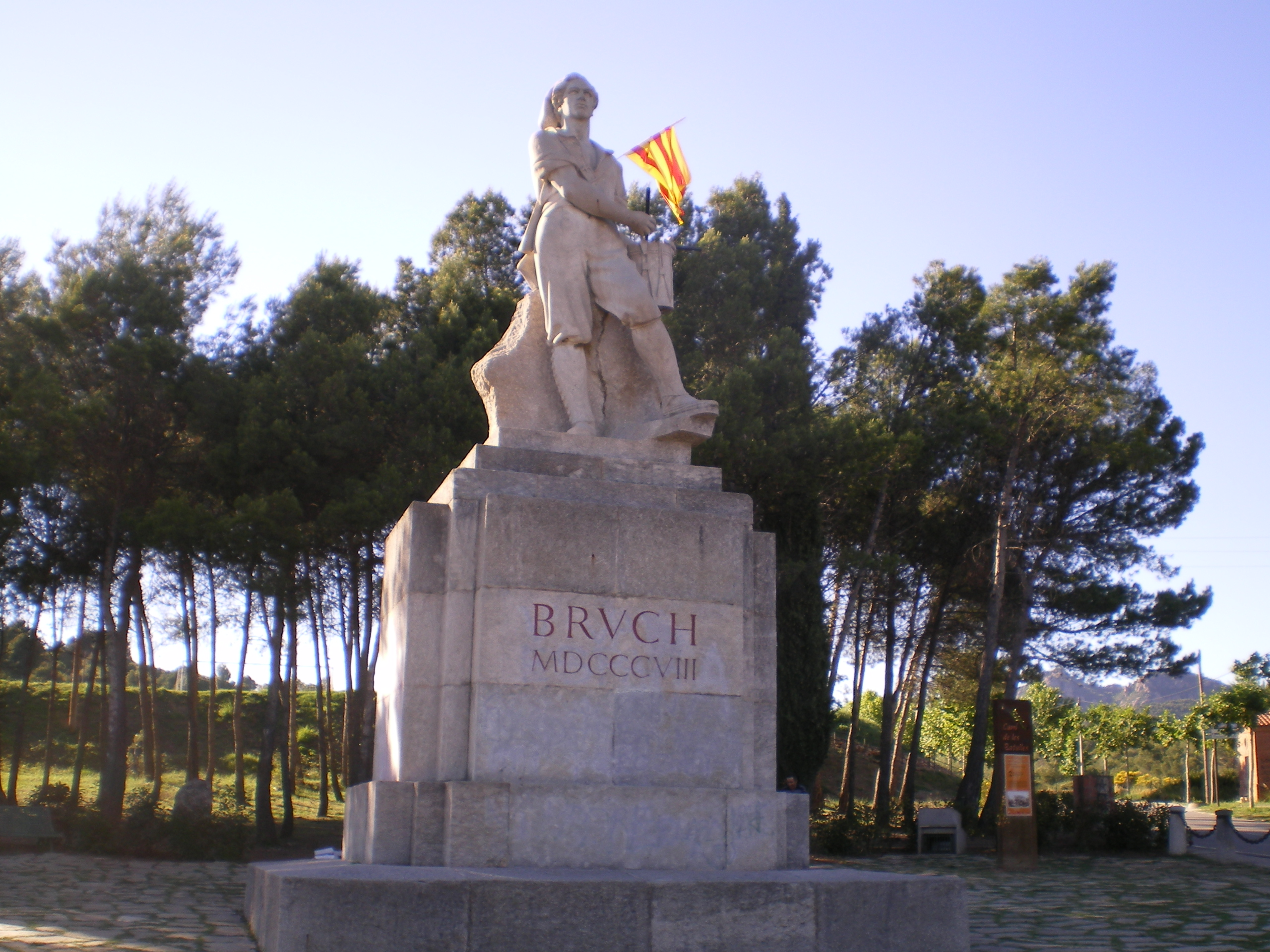
El Timbaler del Bruc

Posteriorment a les batalles militars estrictes, els fets van adquirir caràcters de llegenda. La victòria per exemple a Manresa va ser atribuïda als Sants Patrons i a Igualada i al seu Sant Crist.
Però la llegenda més àmpliament coneguda és la del timbaler del Bruc, on un minyó de Santpedor, per a alguns autors Isidre Lluçà i Casanoves, nascut el 15 de març de 1791 i mort pel 7 d'abril de 1809, va dirigir la batalla amb un tambor com els que s'utilitzaven en les confraries. Gràcies al so del tambor, amb el seu eco reverberant contra les parets de la muntanya de Montserrat, els francesos es van retirar pensant-se que un gran exèrcit els estava esperant per derrotar-los. La incorporació del tambor i del seu so, sembla una aproximació al so de les campanes que cridaven des dels campanars de diverses poblacions a sometent.
| « | Viatger, atura't aquí, que el francès també s'aturà, aquells que per totes bandes havien passar, no pogueren passar per aquí | » |